# Wayne Bridge
Wayne Michael Bridge (født 5. august 1980 i Southampton, England) er en tidligere engelsk fodboldspiller, der spillede som venstre back senest hos den engelske klub Reading FC. Han har tidligere repræsenteret Southampton, Chelsea,Manchester City. Udover de klubber har han været udlejet til West Ham United, Fulham, Sunderland og Brighton & Hove Albion.
Bridge var i sin tid hos Chelsea F.C. med til at vinde Premier League i 2005, FA Cuppen i 2007, samt Carling Cuppen i både 2005 og 2007. 

## Landshold
Bridge nåede i sin tid som landsholdsspiller at spille 36 kampe og score et enkelt mål for Englands landshold, som han debuterede for den 13. februar 2002 i et opgør mod Holland. Han var efterfølgende en del af den engelske trup til både VM i 2002, EM i 2004 og VM i 2006. Bridge meldte i marts, 2010, fra til landsholdet pga. et anstrengt forhold til den tidligere engelske anfører John Terry, der havde haft en affære med Bridges tidligere kæreste under deres fælles Chelsea-tid.

## Titler
Premier League
- 2005 med Chelsea F.C.

FA Cup
- 2007 med Chelsea F.C.

Carling Cup
- 2005 og 2007 med Chelsea F.C.